# Kolsass
Kolsass – gmina w Austrii, w kraju związkowym Tyrol, w powiecie Innsbruck-Land. Według Austriackiego Urzędu Statystycznego liczyła 1584 mieszkańców (1 stycznia 2015).